# Schizachyrium mukuluense
Schizachyrium mukuluense är en gräsart som beskrevs av Hyacinthe Julien Robert Vanderyst. Schizachyrium mukuluense ingår i släktet Schizachyrium och familjen gräs. Inga underarter finns listade i Catalogue of Life.